# 東京都歯科技工士会
一般社団法人東京都歯科技工士会（とうきょうしかぎこうしかい）は、東京都豊島区に本部を置き、都内の歯科技工士によって構成される社団法人。

## 概要
1955年（昭和30年）に設立された。歯科技工に関する啓蒙、啓発活動や歯科技工士の利益を守るための社会的活動などを行っている。歯科技工士の任意加入団体である。

## 所在地
- 本部所在地　東京都豊島区北大塚2丁目2−10